# Palazzo Montalto di Fragnito

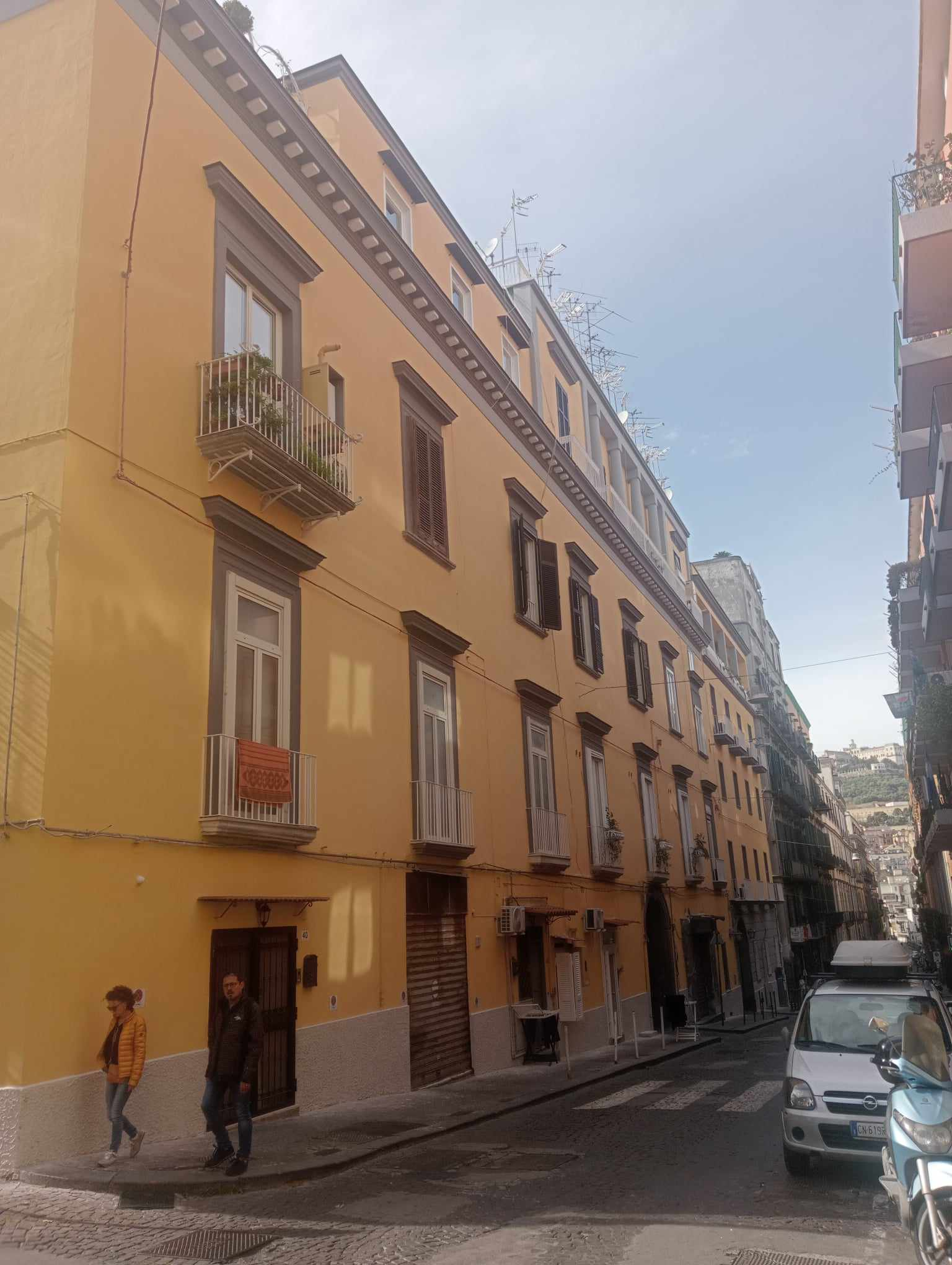
Palazzo Montalto di Fragnito in Neapel: Fassade zur Via Monte di Dio.

Der Palazzo Montalto di Fragnito ist ein Palast aus dem 17. Jahrhundert auf dem Hügel von Pizzofalcone in Neapel in der italienischen Region Kampanien. Er liegt in der Via Monte di Dio, 44-46.

## Geschichte und Beschreibung
Die Ursprünge dieses Palastes liegen sicherlich im 17. Jahrhundert, da die Volkszählung auf dem Hügel von Pizzofalcone von ‚‘Antonio Galluccio‘‘ aus dem Jahre 1689 von den „Case del Monastero di Monte di Dio“ auf dem Grundstück, auf dem heute dieses Gebäude steht, übernommen wurden. Im Laufe der zweiten Hälfte des 18. Jahrhunderts, vermutlich in Zusammenhang mit dem Abriss der benachbarten Dominikanerkirche gleichen Namens wie die Straße, kaufte der Herzog von Fragnito die Häuser und verwandelte sie in einen großen Adelswohnsitz mit einem englischen Garten von einem Moggio (4301 m²) Ausdehnung (wie das provisorische Kataster, veranlasst von König Joachim Murat, bezeugt). Letzterer wurde Mitte des 19. Jahrhunderts weitgehend mit einem massigen Wohnpalast überbaut, der an die Via Generale Parisi angrenzte. Später kauften ihn die Masolas, Markgrafen von Trentola. Wie auch andere umliegende Gebäude war er unglücklicherweise 1943 von den Bombardements betroffen.
Zur Via Monte di Dio hin zeigt der Palast in inhomogene Fassade, aufgrund der im Laufe der Zeit durchgeführten Aufstockungen und vor allen Dingen wegen der „diskussionswürdigen“ Nachkriegsrekonstruktion des Baukörpers auf Hausnummer 46. Geht man durch das Eingangsportal der genannten Hausnummer, gelangt man in den Hauptinnenhof, der durch eine mit hohen Lisenen verzierte Rückwand gekennzeichnet ist. Diese bestehen sicherlich aus den Resten einer originalen Vorhalle aus dem 17. Jahrhundert. Wenn man dagegen durch das Eingangsportal der Hausnummer 44 tritt, findet man sich in einem Innenhof im Stile des 19. Jahrhunderts mit Statuen und anderen interessanten Artefakten, der nach hinten mit einer Wand abgeschlossen ist, in deren Mitte sich eine Nische öffnet, in der ein kleiner Brunnen liegt. Dahinter ist ein Rest des großen Gartens aus dem 18. Jahrhundert erhalten.
Heute ist der Palast in privates Mietshaus. In dem Palastteil auf Hausnummer 44 – der nicht von den Bomben beschädigt wurde – befinden sich im ersten Obergeschoss einige mit Fresken aus dem späten 19. Jahrhundert im Jugendstil versehene Decken, die kürzlich restauriert wurden. Im Jahre 2022 wurde die mithilfe des „Fassadenbonus“ durchgeführte Restaurierung der Fassaden abgeschlossen.

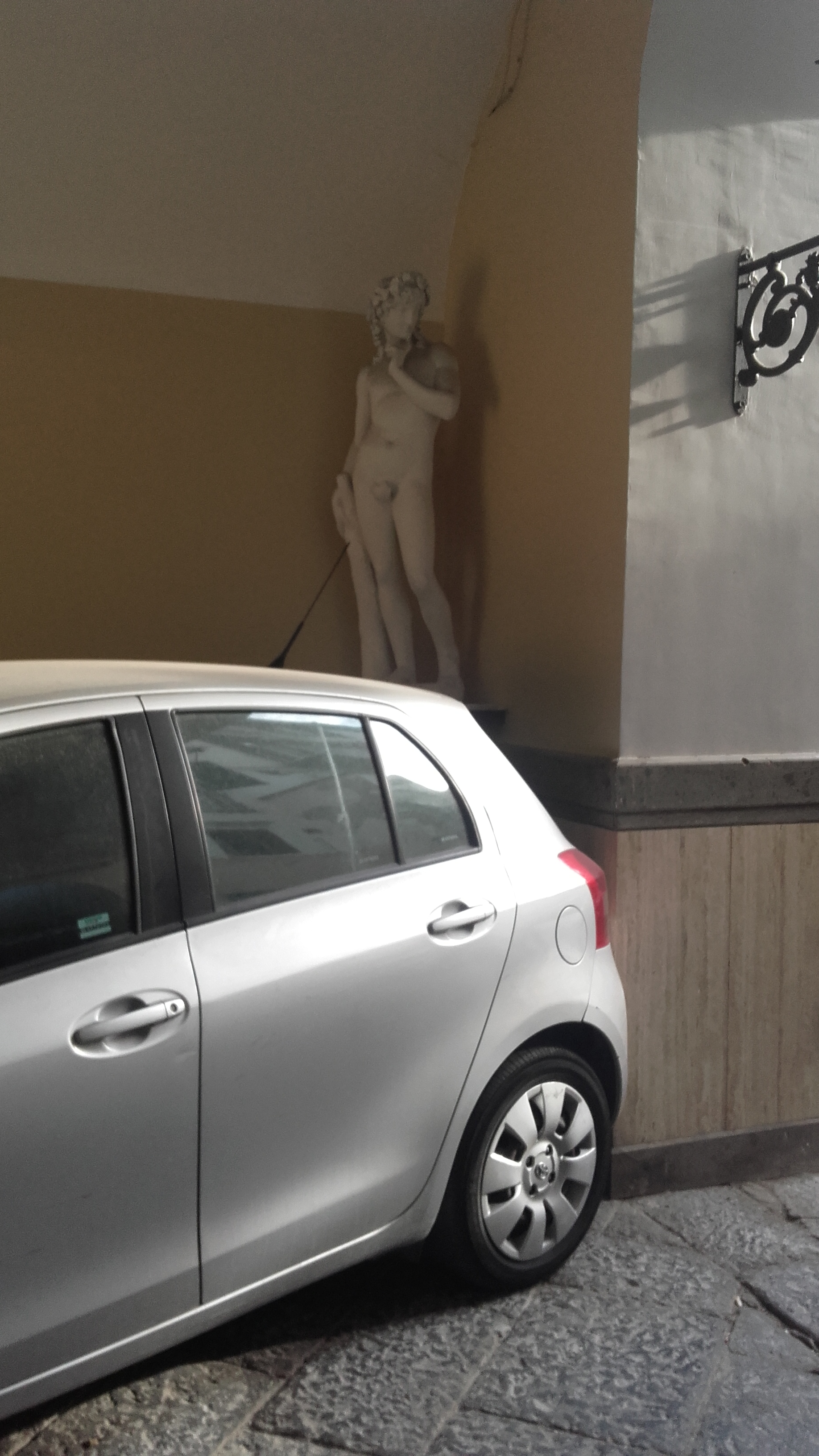
Statue des Apollon im zweiten Innenhof